# Villebon-sur-Yvette
Villebon-sur-Yvette  [vilbɔ̃ sʏʁ ivɛt̪] je francouzská obec v departementu Essonne v regionu Île-de-France. Nachází se zde kostel sv. Kosmy a Damiána a kaple sv. Šebestiána.

## Poloha
Město Villebon-sur-Yvette leží na řece Yvette a nachází se asi 20 km jihozápadně od Paříže. Obklopují ji obce Palaiseau na severu, Champlan na východě, Saulx-les-Chartreux na jihovýchodě, Villejust na jihu, Les Ulis na jihozápadě a Orsay na západě.

## Vývoj počtu obyvatel
Počet obyvatel

## Partnerská města
- Las Rozas de Madrid (Španělsko)
- Liederbach am Taunus (Německo)
- Saldus (Lotyšsko)
- Whitnash (Spojené království)